# Agioi Anargyroi
Agioi Anargyroi este un oraș în Grecia.